# Обам, Жан-Илер
Жан-Илер Обам (фр. Jean-Hilaire Aubame; 20 ноября 1912 Либревиль, Габон — 16 августа 1989, там же) — габонский политический и государственный деятель колониальной эпохи и периода независимости, глава государства 18—19 февраля 1964 года. Фактически выполнял функции главы государства один день после государственного переворота, в результате которого был смещён Леон Мба.
Родился в семье представителей группы народов фанг. В раннем возрасте стал сиротой, поэтому воспитывался в семье своего сводного брата — Леона Мба, ставшим впоследствии его главным политическим соперником. Заручившись поддержкой своих коллег, Обам вошёл в политику, став первым представителем Габона в Национальном собрании Франции (с 1946 по 1958 год). Он также внёс значительный вклад в решение африканских проблем, в первую очередь добиваясь повышения уровня жизни в Габоне и способствуя урбанизации страны. Причиной быстрого восхождения Обама в габонской политике стала поддержка со стороны представителей христианского духовенства и администрации, в то время как Мба поддерживали колонисты.
Несмотря на соперничество Обама и Мба, впоследствии ставшего Президентом Габона, оба политика за свою карьеру сформировали несколько политических союзов, которые благодаря своей политической сбалансированности пользовались поддержкой электората. В знак благодарности за поддержку Мба назначил Обама министром иностранных дел Габона, а позже — председателем Верховного суда. Тем не менее отказ Обама от слияния своей партии с партией Мба, в результате которого в стране сформировалась бы однопартийная система, стал причиной разногласий между политиками. В результате государственного переворота 1964 года Обам стал Президентом Габона, однако спустя три дня мятеж был подавлен. Несмотря на то, что непосредственно Обам не принимал участие в планировании переворота, он был приговорён к 10 годам каторжных работ и 10 годам ссылки. В 1972 году преемник Мба, Омар Бонго, позволил Обаму вернуться на родину. В 1989 году Обам умер.

## Молодость и начало политической карьеры

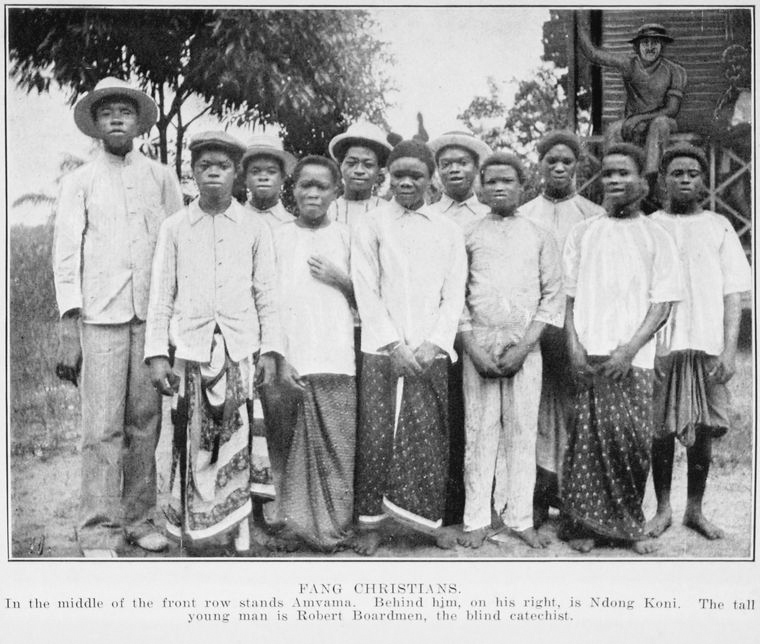
Представители народа фанг в христианской миссии, ок. 1912

Родился в семье представителей народа фанг недалеко от Либревиля. В возрасте 8 лет потерял отца, а в 11 лет — мать. Впоследствии о Жан-Илере заботился Аббе-Жан Обаме — сводный брат Леона Мба, который преподавал в нескольких римско-католических миссиях. После окончания школы Жан-Илер устроился на работу школьным учителем.
24 марта 1931 года благодаря помощи Мба Обам устроился в таможенную службу. С 1931 по 1935 год работал в Либревиле, в 1935 году — переведён в Банги, а в 1936 году — в Браззавиль, где вместе с братом политика Луи Бигманна основал филиал компании «Mutuelle Gabonaise». В это же время Обам состоял членом организации «Association des fonctionnaires».
После речи Шарля де Голля, произнесённой им 18 июня 1940 года, Обам выступил на стороне патриотического движения «Сражающая Франция», и в ноябре того же года ему было поручено габонскими властями сплотить представителей народа фанг вокруг общего дела победы. В феврале 1942 года Обам встретился с колониальным администратором Феликсом Эбуэ, став вскоре его протеже и советником по африканским вопросам. В качестве награды за верную службу колониальным властям Обам среди немногих африканцев был назначен 23 февраля 1943 года в Европейский отдел государственной службы, а 1 января 1944 года Эбуэ назначил его председателем муниципальной комиссии по району Пото-Пото в Браззавиле (оставался на этой должности до 10 ноября 1946 года). Обам также принял участие в Браззавильской конференции губернаторов французских колониальных владений 1944 года.
После внезапной смерти Эбуэ в марте 1944 года Обам работал в качестве советника генерал-губернатора Французской Экваториальной Африки и его секретаря. Последний поддержал его желание принять участие в парламентских выборах, открытых теперь для автохтонов. В результате Обам вернулся в Габон и в ходе предвыборной кампании смог заручиться поддержкой как колониальной администрации, так и миссионеров.

## Депутат

### Депутат Национального собрания Франции
Несмотря на проигрыш на выборах 1945 года, Обам 10 ноября 1946 года стал первым представителем Габона в Национальном собрании Франции, набрав 7069 голосов из 12 528 возможных. В период с 1946 по 1951 год занимал должность члена комиссии по вопросам морского транспорта, прессы, коммуникаций, труда и социального обеспечения. 27 августа 1947 года в ходе голосования Обам поддержал независимость Алжира, а 9 июля 1949 года — создание Совета Европы.
Обам был переизбран депутатом Собрания 17 июня 1951 года, набрав 17 329 голосов из 29 203, а также 2 января 1956 года, набрав 26712 голосов из 57 031 возможного, оставаясь таким образом депутатом до конца существования Четвёртой республики. Примерно в это же время свою политическую карьеру начал Мба, который был сослан в Убанги-Шари.
Присоединившись к Французской секции Рабочего интернационала, Обам позже тесно сотрудничал с парламентской группой «Indépendants d’Outre-Mer», лидерами которой выступали в будущем первый президент Сенегала Леопольд Сенгор и камерунский политик Луи-Поль Ожула. В качестве депутата Собрания Обам проживал в Париже, однако регулярно ездил в Габон.
Он продолжал способствовать развитию местной габонской политики, пытаясь усилить влияние кланов народа фанг. Фактически, как утверждал Мба, Обам был слишком связан с кланами фанг, чтобы учитывать интересы южных племён. Кроме того, Обам был лидером в решении африканских проблем, добиваясь повышения уровня жизни в Габоне и способствуя урбанизации в стране. 26 сентября 1951 года он проголосовал за повышение минимального размера оплаты труда в заморских территориях Франции и занимал должность заместителя председателя Комиссии с 1953 по 1955 год. В 1947 году Обам учредил Габонский демократический и социальный союз (ГДСС) (фр. Union Démocratique et Sociale Gabonaise), руководящие должности в котором заняли представители внутренних регионов Габона, в первую очередь провинции Волё-Нтем. Имея программу, отличную от программы Габонского демократического блока (ГДБ), сформированного Мба, партия Обама выступала за снижение экономической зависимости Габона от Франции и ускоренную «африканизацию» французской политики. Благодаря поддержке ГДСС Обам был переизбран в 1951 и 1956 году, и уже в скором времени в политической жизни Габона наибольшим влиянием пользовались Обам, которого поддерживали представители христианских миссий и колониальная администрация, и Мба, пользовавшегося поддержкой колонистов.

### Депутат Габонской территориальной ассамблеи
В 1952 году Обам был избран представителем провинции Волё-Нтем в Габонской территориальной ассамблее, а в марте 1957 года — вновь переизбран. На этих выборах Габонский демократический и социальный союз также получил наибольшее количество мест в ассамблее: 18 из 40 (партия Мбу завоевала 16 мест), однако после пересчёта голосов Габонский демократический блок получил 21 место против 19 мест у ГДСС. Однако ввиду отсутствия абсолютного большинства у какой-либо из партий 21 мая 1957 года обе партии были вынуждены согласовать список лиц, вошедших в новое правительство. В тот же день Мба был назначен заместителем председателя правительства, а Обам — председателем. Однако ввиду роста разногласий между двумя партиями Обам был вынужден уйти с поста, выступив с инициативой о вынесении вотума недоверия правительству. Тем не менее деятельность правительства получила одобрение (в поддержку вотума недоверия выступило 19 депутатов, против — 21 депутат). После победы Мба бо́льшая часть членов ГДСС, избранных в ассамблею, поддержала парламентское большинство. В результате правительство страны получило поддержку 29 из 40 депутатов ассамблеи, а Мба укрепил свою власть.

## Независимость и оппозиция

### Лидер оппозиции

Флаг Габона.

Выступив в поддержку создания Французского сообщества по результатам конституционного референдума 28 сентября 1958 года, Габон стал самоуправляющейся территорией. На 19 июня 1960 года были назначены парламентские выборы, которые должны были пройти по общим спискам, когда каждая из партий представляла на выборах список всех своих кандидатов. По этой избирательной системе список, за который проголосовало большинство населения, объявлялся победителем, а победившая партия получала все места. Благодаря изменению границ избирательных округов Габонский демократический блок получил в законодательном органе 244 места, в то время как Габонский демократический и социальный союз всего 77 мест. Однако спустя всего несколько месяцев законодательное большинство было охвачено междоусобными распрями. В результате Мба, ставший Президентом Габона, принял решение о роспуске Ассамблеи и сделал ставку на партнёрство с оппозицией, что, по его мнению, должно было усилить его позиции.
Вместе с Обамом он сформировал несколько политических союзов, которые благодаря своей политической сбалансированности пользовались поддержкой электората. 12 февраля союз набрал 99,75 % голосов, и в тот же день Мба был избран президентом Габона. За оказанную поддержку Обам был назначен новым министром иностранных дел. Однако между политиками сохранялись политические расхождения: если Мба выступал за усиление исполнительной власти, то Обам наоборот поддерживал идею создания парламентской республики. Разногласия ещё более усилились, когда 21 февраля 1961 года была единогласно принята новая Конституция Габона, по которой страна становилась суперпрезидентской республикой. Согласно Конституции, Мба получил право назначать министров, а также определять круг их полномочий.
19 февраля Мба отказался от сотрудничества с Обамом; все представители партии ГДСС были исключены из правительства за исключением Франсиса Ме, который поддержал Мба. Причиной этого шага стал отказ Обама от слияния своей партии с партией Мба, в результате чего в стране была бы сформирована однопартийная система. Чтобы убрать Обама из парламента, Мба назначил его 25 февраля председателем Верховного суда. Впоследствии Мба заявил о том, что Обам оставил своё место в Национальной ассамблее ввиду невозможности совмещения обеих должностей и выполнения своих обязанностей в парламенте. Однако Обам принял решение отказаться от должности председателя Верховного суда, чем только осложнил отношения с президентом страны. Ввиду роста разногласий между правительством и Национальной ассамблей Мба издал 21 января 1964 года указ о роспуске законодательного органа «в целях экономии».
Вскоре после этого было объявлено об условиях баллотирования и предвыборной кампании: количество избирательных округов было уменьшено с 67 до 47. По новым правилам запрещалось баллотироваться тем лицам, которые уже были депутатами в распущенном парламенте. Таким образом Мба избавился от своего главного политического соперника — Обама. Каждая партия должна была представить список кандидатов из 47 человек, каждый из которых должен был заплатить US$160. Благодаря этому финансовому ограничению Мба надеялся, что единственной партией, которая сможет внести указанные денежные средства и принять участие в парламентских выборах, станет его партия. В ответ на это оппозиция отказалась от участия в выборах, объявленных ею несправедливыми. В стране началась подготовка к государственному перевороту.
Тем не менее каких-либо доказательств того, что Обам был одним из заговорщиков, принявших участие в разработке плана переворота, не существует. Вероятнее всего, политик присоединился к заговорщикам уже после формирования нового правительства. В свою очередь, о заговоре, предположительно, знал его племянник, в прошлом посол Габона в Великобритании, который мог предупредить своего дядю о готовящемся государственном перевороте. Однако так и остаётся неизвестным, установил ли или нет Обам контакты с мятежниками.

### Государственный переворот 1964 года

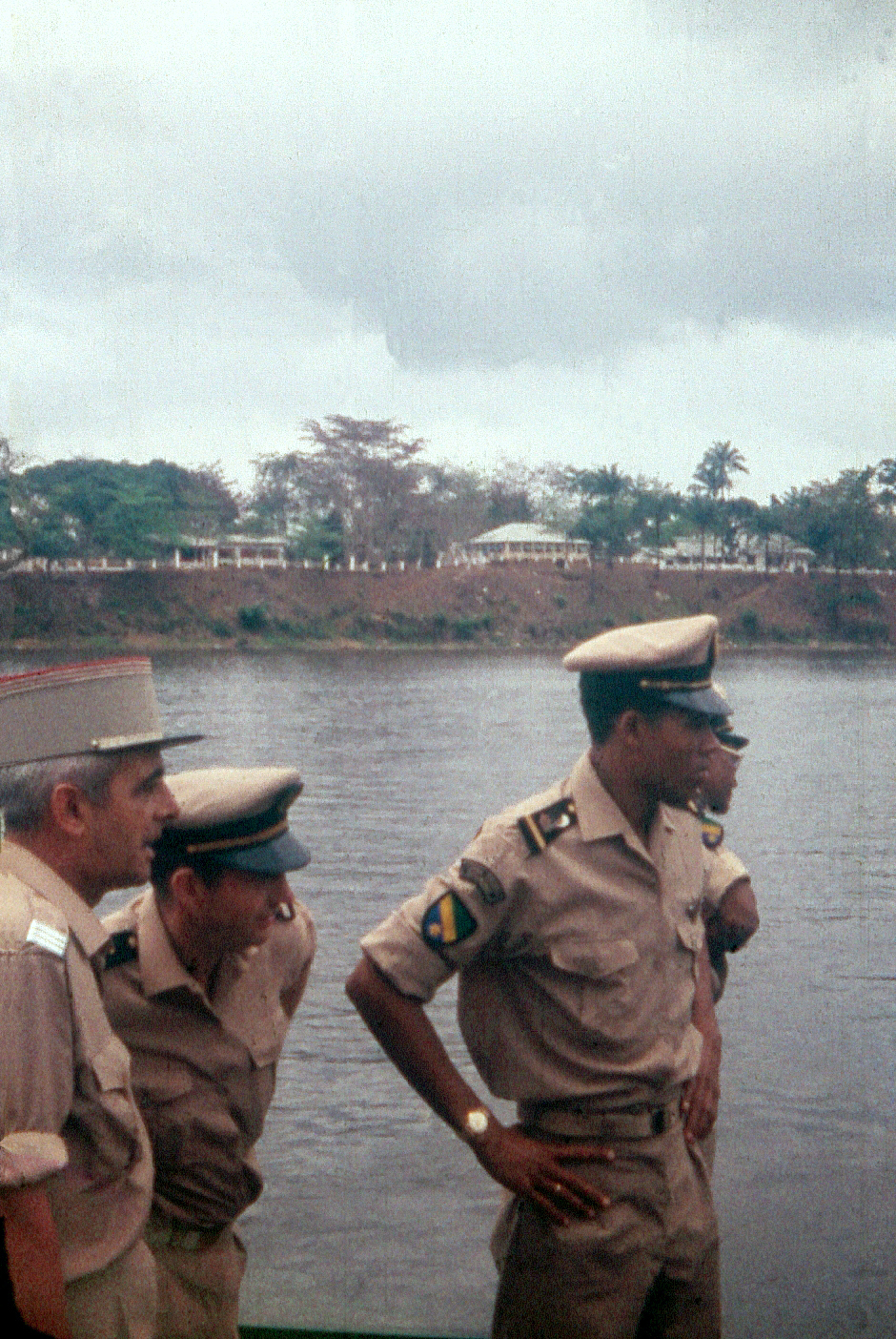
Габонские и французские военные.

В течение ночи 17 февраля и раннего утра 18 февраля 1964 года 150 габонских военных, жандармов и полицейских во главе с лейтенантом Жаком Момбо и Валер Эссоном совершили захват президентского дворца. Были арестованы председатель Национальной ассамблеи Луи Бигманн, французские офицеры Клод Олин и Мажор Руаэр, несколько министров и Президент Габона Мба, который был поднят с кровати под прицелом ружья. По местному радио «Radio Libreville» военные объявили о совершении государственного переворота и обратились к жителям страны с просьбой об оказании технической помощи. Кроме того, мятежники попросили Францию не вмешиваться во внутренние дела страны. В свою очередь Мба было приказано выступить с речью, в которой он должен был признать своё смещение с должности.
В ходе государственного переворота не было сделано ни одного выстрела из ружья. Не наблюдалось и никаких волнений среди населения, что было воспринято военными как одобрение их действий гражданами страны. Было сформировано переходное правительство, а пост президента был предложен Обаму. Членами правительства стали гражданские политики как из партии ГДСС, так и из ГДБ (к примеру Поль Гонджу. Что касается организаторов переворота, то они взяли на себя функцию обеспечения безопасности среди мирного населения. Малочисленная габонская армия, состоявшая преимущественно из французских офицеров, не приняла участия в перевороте и осталась в казармах.
Обам, в свою очередь, ничего не знал о государственном перевороте, пока ему не позвонил ранним утром посол Франции в Габоне, разбуженный толпой народа на улицах. Обам ответил послу, что выяснит, почему в стране «не было правительства» (посол прямо не упомянул о перевороте). Однако в скором времени к дому Обама подъехала машина с членами революционного комитета, которые отвезли его в здание правительства и сразу же назначили Президентом Габона.
Второй лейтенант Ндо Эду дал инструкции перевезти Мба в город Нджоле, который поддерживал Обама. Однако из-за сильного дождя смещённый президент и взявшие его в плен укрылись в неизвестной деревне. На следующее утро бывший глава государства был перевезён в Ламбарене, а спустя несколько часов возвращён в Либревиль. Новый глава правительства вскоре после своего назначения связался с послом Франции, уверив его в сохранности прав собственности иностранных граждан на своё имущество в Габоне. Кроме того, посла попросили предотвратить любое французское военное вмешательство.
Однако в Париже Президент Франции Шарль де Голль принял другое решение. Мба считался одним из самых лояльных союзников Франции в Африке. Во время своего визита во Францию Мба заявил: «все жители Габона имеют две родины: Францию и Габон». Кроме того, во время его режима к европейцам относились с дружелюбием. Поэтому де Голль, после совещания со своим советником по африканским вопросам Жаком Фоккаром, принял решение восстановить в Габоне законное правительство. Кроме того, этот шаг не противоречил двустороннему соглашению между странами, заключённому в 1960 году новым главой правительства Габона — Обамом, который тогда занимал должность министра иностранных дел. Однако, согласно соглашению, интервенция могла произойти только в случае запроса со стороны Президента Габона. Ввиду того, что Мба находился под арестом, французская сторона связалась с габонским вице-президентом, который находился на свободе. Тем не менее вице-президент занял неясную позицию, поэтому французы приняли решение составить письмо, датированное задним числом, которое впоследствии должен был подписать вице-президент, дав таким образом согласие на интервенцию. Менее чем через 24 часа французские войска, расквартированные в Дакаре и Браззавиле, высадились в Либревиле и восстановили режим Мба. В ходе операции был убит один французский солдат, в то время как с габонской стороны погибло от 15 до 25 человек

## Судебный процесс в Ламбарене
В ходе французской интервенции Обаму и Гонджу удалось бежать из Либревилля, однако впоследствии политики были пойманы. В августе в Ламбарене начался судебный процесс над военными мятежниками и членами переходного правительства. В стране было введено особое положение, согласно которому органам местного самоуправления было поручено надзирать над подозреваемыми зачинщиками государственного переворота. В случае необходимости разрешалось вводить комендантский час. Для проезда по городу требовалось специальное разрешение. Судебный процесс проходил в здании школы на берегу реки Огове, недалеко от больницы Альберта Швейцера. Ввиду того, что помещение было небольшим, в ходе процесса был закрыт доступ не только для общественности, но и для членов семей обвиняемых. Освещение процесса в СМИ также было скудным, так как были допущены только представители известных новостных издательств. Кроме того, были введены ограничения по защите обвиняемых.
В ходе процесса было допрошено 64 свидетеля. Обам и некоторые другие члены переходного правительства заявили о том, что их участие в государственном перевороте было вызвано бездействием габонской армии. Судья Леон Ож, в свою очередь, заявил, что «если это единственная причина для государственного переворота, то обвиняемые заслуживают жестокого наказания». Обам подтвердил, что не принимал участия в разработке плана переворота. Согласно его показаниям, он сформировал переходное правительство в соответствии с Конституцией по требованию путчистов. По его мнению, французская интервенция была незаконной, с чем были согласны Гонджу и бывший министр образования Жан-Маре Эко.
9 сентября судья вынес вердикт без консультаций с Мба. Обам, как и большинство подсудимых, был приговорён к 10 годам каторжных работ и к 10 годам ссылки на острове Сеттекама в 160 км от побережья Габона. Несмотря на то, что сам Обам не пользовался большой популярностью во время своей политической карьеры, согласно журналу Time, его арест «поднял Обама до уровня героя в глаза взбудораженной общественности». Во время отбывания 10-летней каторги Обам не раз избивался тюремными надзирателями. Кроме Обама, Мба заключил под стражу более 150 оппонентов, большинство из которых было приговорено к 20 годам каторжных работ. Актёру и врачу был дан срок в 10 лет заключения. Призывая к миру 18 февраля, Мба дал обещание, что его враги не будут «ни помилованы, ни прощены», так как заслуживают «всеобщего наказания».

## Последние годы жизни
Преемник Мба на посту Президента Габона, Омар Бонго, позволил Обаму вернуться в 1972 году в Габон. Впоследствии политик проживал в Париже, уйдя из политики. В 1981 году Обам посетил Либревиль. По этому случаю Бонго назначил его «специальным советником» — по большей части, это была почётная должность. 12 декабря 1984 года дом Обама был взорван экстремистами, выступавшими против Движения за национальное возрождение (при этом сам политик никогда не поддерживал это движение). По счастливому стечению ни Обам, ни его семья не пострадали.
Жан-Илер Обам умер в 1989 году в Либревиле. После смерти политика в Либревиле была открыта школа, названная в его честь.